# Ciclisme als Jocs Olímpics d'estiu de 1928 - Tàndem
La competició de tàndem fou una de les quatre proves del programa olímpic de ciclisme en pista dels Jocs Olímpics d'Amsterdam de 1928. La competició es va disputar entre el 4 i el 6 d'agost de 1928, amb la presència de 14 ciclistes procedents de 7 nacions diferents.

## Medallistes
| Or                                          | Plata                                   | Bronze                               |
| Països BaixosBernhard Leene · Daan van Dijk | Regne UnitErnest Chambers · John Sibbit | AlemanyaHans Bernhardt · Karl Köther |

## Resultats
El temps es pren sobre els darrers 200 metres de recorregut.

### Sèries
| Pos. | Nació         | Ciclistes                    | Temps (darrers 200m) |
| ---- | ------------- | ---------------------------- | -------------------- |
| 1    | Països Baixos | Bernhard Leene Daan van Dijk | 12.0 segons          |
| 2    | Àustria       | August Schaffer Franz Dusika |                      |

| Pos. | Nació      | Ciclistes                   | Temps (darrers 200m) |
| ---- | ---------- | --------------------------- | -------------------- |
| 1    | Regne Unit | Ernest Chambers John Sibbit | 13.2 segons          |
| 2    | França     | Henri Lemoine Hubert Guyard |                      |

| Pos. | Nació    | Ciclistes                           | Temps (darrers 200m) |
| ---- | -------- | ----------------------------------- | -------------------- |
| 1    | Alemanya | Hans Bernhardt Karl Köther          | 12.4 segons          |
| 2    | Polònia  | Ludwik Turowski Stanisław Podgórski |                      |

| Pos. | Nació  | Ciclistes                        | Temps (darrers 200m) |
| ---- | ------ | -------------------------------- | -------------------- |
| 1    | Itàlia | Adolfo Corsi Francesco Malatesta | N/A                  |
| –    | Lliura |                                  |                      |

### Semifinals
| Pos. | Nació      | Ciclistes                        | Temps (darrers 200m) |
| ---- | ---------- | -------------------------------- | -------------------- |
| 1    | Regne Unit | Ernest Chambers John Sibbit      | 12.2 segons          |
| 2    | Itàlia     | Adolfo Corsi Francesco Malatesta |                      |

| Pos. | Nació         | Ciclistes                    | Temps (darrers 200m) |
| ---- | ------------- | ---------------------------- | -------------------- |
| 1    | Països Baixos | Bernhard Leene Daan van Dijk | 12.2 segons          |
| 2    | Alemanya      | Hans Bernhardt Karl Köther   |                      |

### Curses per les medalles
| Pos. | Nació         | Ciclistes                    | Temps (darrers 200m) |
| ---- | ------------- | ---------------------------- | -------------------- |
| 1    | Països Baixos | Bernhard Leene Daan van Dijk | 11.8 segons          |
| 2    | Regne Unit    | Ernest Chambers John Sibbit  |                      |

| Pos. | Nació    | Ciclistes                        | Temps (darrers 200m) |
| ---- | -------- | -------------------------------- | -------------------- |
| 1    | Alemanya | Hans Bernhardt Karl Köther       | 12.2 segons          |
| 2    | Itàlia   | Adolfo Corsi Francesco Malatesta |                      |